# Ceratodon
Ceratodon Brid., 1826 è un genere di muschi della famiglia Ditrichaceae.

## Tassonomia
Il genere comprende le seguenti specie:
- Ceratodon amazonum Nieto-Lugilde, O.Werner, S.F.McDaniel & Ros
- Ceratodon bryophilus Besch.
- Ceratodon conicus (Hampe ex Müll. Hal.) Lindb.
- Ceratodon heterophyllus Kindb.
- Ceratodon purpureus (Hedw.) Brid.